# ويليام هايوارد
ويليام هايوارد هو سياسي نيوزيلندي، ولد في 1868 في كرايستشرش في نيوزيلندا، وتوفي في 5 يونيو 1943. نشط حزبياً في الحزب الوطني في نيوزيلندا.